# Badminton na Igrzyskach Europejskich 2019
Na Igrzyskach Europejskich 2019 w Mińsku na Białorusi w dniach 24–30 czerwca 2019 odbyło się łącznie pięć konkurencji w badmintonie.

## Medaliści
| Gra pojedyncza mężczyzn | Anders Antonsen              | Brice Leverdez                      | Raul Must Misha Zilberman                                  |
| Deble mężczyzn          | Marcus Ellis Chris Langridge | Kim Astrup Anders Skaarup Rasmussen | Władimir Iwanow Iwan Sosonow Jelle Maas Robin Tabeling     |
| Gra pojedyncza kobiet   | Mia Blichfeldt               | Kirsty Gilmour                      | Line Kjærsfeldt Jewgienija Kosecka                         |
| Deble kobiet            | Selena Piek Cheryl Seinen    | Chloe Birch Lauren Smith            | Émilie Lefel Anne Tran Alina Dawletowa Jekaterina Bołotowa |
| Deble mieszane          | Lauren Smith Marcus Ellis    | Gabrielle Adcock Chris Adcock       | Chloe Magee Sam Magee Delphine Delrue Thom Gicquel         |